# Adam Smith (snowboardzista)
Adam Smith (ur. 7 września 1980) – amerykański snowboardzista. Nie startował na igrzyskach olimpijskich. Na mistrzostwach świata najlepszy wynik uzyskał na mistrzostwach w Whistler, gdzie zajął 4. miejsce w gigancie równoległym. Najlepsze wyniki w Pucharze Świata osiągnął w sezonie 2008/2009, kiedy to zajął 44. miejsce w klasyfikacji generalnej.

## Sukcesy

### Mistrzostwa Świata
| Miejsce | Dzień       | Rok  | Miejscowość          | Konkurencja       | Zwycięzca          |
| ------- | ----------- | ---- | -------------------- | ----------------- | ------------------ |
| DNF     | 24 stycznia | 2001 | Madonna di Campiglio | Gigant równoległy | Nicolas Huet       |
| 19.     | 26 stycznia | 2001 | Madonna di Campiglio | Slalom równoległy | Gilles Jaquet      |
| 20.     | 14 stycznia | 2003 | Kreischberg          | Slalom równoległy | Siegfried Grabner  |
| 4.      | 18 stycznia | 2005 | Whistler             | Gigant równoległy | Jasey-Jay Anderson |
| DNS     | 19 stycznia | 2005 | Whistler             | Slalom równoległy | Jasey-Jay Anderson |
| 12.     | 17 stycznia | 2007 | Arosa                | Slalom równoległy | Simon Schoch       |
| 16.     | 20 stycznia | 2009 | Kangwŏn              | Gigant równoległy | Jasey-Jay Anderson |
| 15.     | 21 stycznia | 2009 | Kangwŏn              | Slalom równoległy | Benjamin Karl      |

### Puchar Świata

#### Miejsca w klasyfikacji generalnej
- 1998/1999 – 127.
- 1999/2000 – 78.
- 2000/2001 – 87.
- 2001/2002 – –
- 2002/2003 – –
- 2003/2004 – –
- 2004/2005 – –
- 2005/2006 – 93.
- 2006/2007 – 113.
- 2007/2008 – 47.
- 2008/2009 – 44.
- 2009/2010 – 80.

#### Miejsca na podium
1. Landgraaf – 26 października 2003 (Slalom równoległy) – 1. miejsce
2. Landgraaf – 7 października 2005 (Slalom równoległy) – 3. miejsce
3. Sölden – 20 października 2007 (Gigant równoległy) – 3. miejsce
4. Landgraaf – 10 października 2008 (Slalom równoległy) – 2. miejsce